# Bochov
Bochov (en allemand : Buchau) est une ville du district et de la région de Karlovy Vary, en République tchèque. Sa population s'élevait à 1 897 habitants en 2024.

## Géographie
Bochov se trouve à 11 km au nord-nord-est de Toužim, à 16 km au sud-est de Karlovy Vary et à 100 km à l'ouest de Prague.
La commune est limitée par Pila, Stružná et la zone militaire de Hradiště au nord, par Verušičky et Žlutice à l'est, et Štědrá, Toužim et Útvina au sud, et par Stanovice à l'ouest.

## Histoire
La première mention écrite de la localité date de 1325.
Jusqu'en 1918, la ville faisait partie de l'empire d'Autriche (Cisleithanie après le compromis de 1867), district de Luditz, un des 94 Bezirkshauptmannschaften en Bohême.

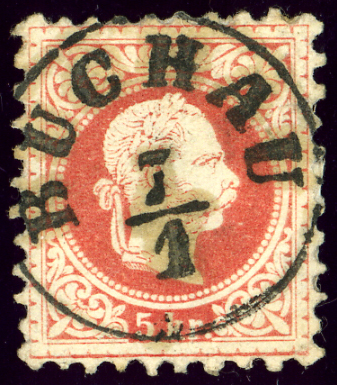
Timbre de la période autrichienne, vers 1874, oblitéré Buchau.

## Galerie

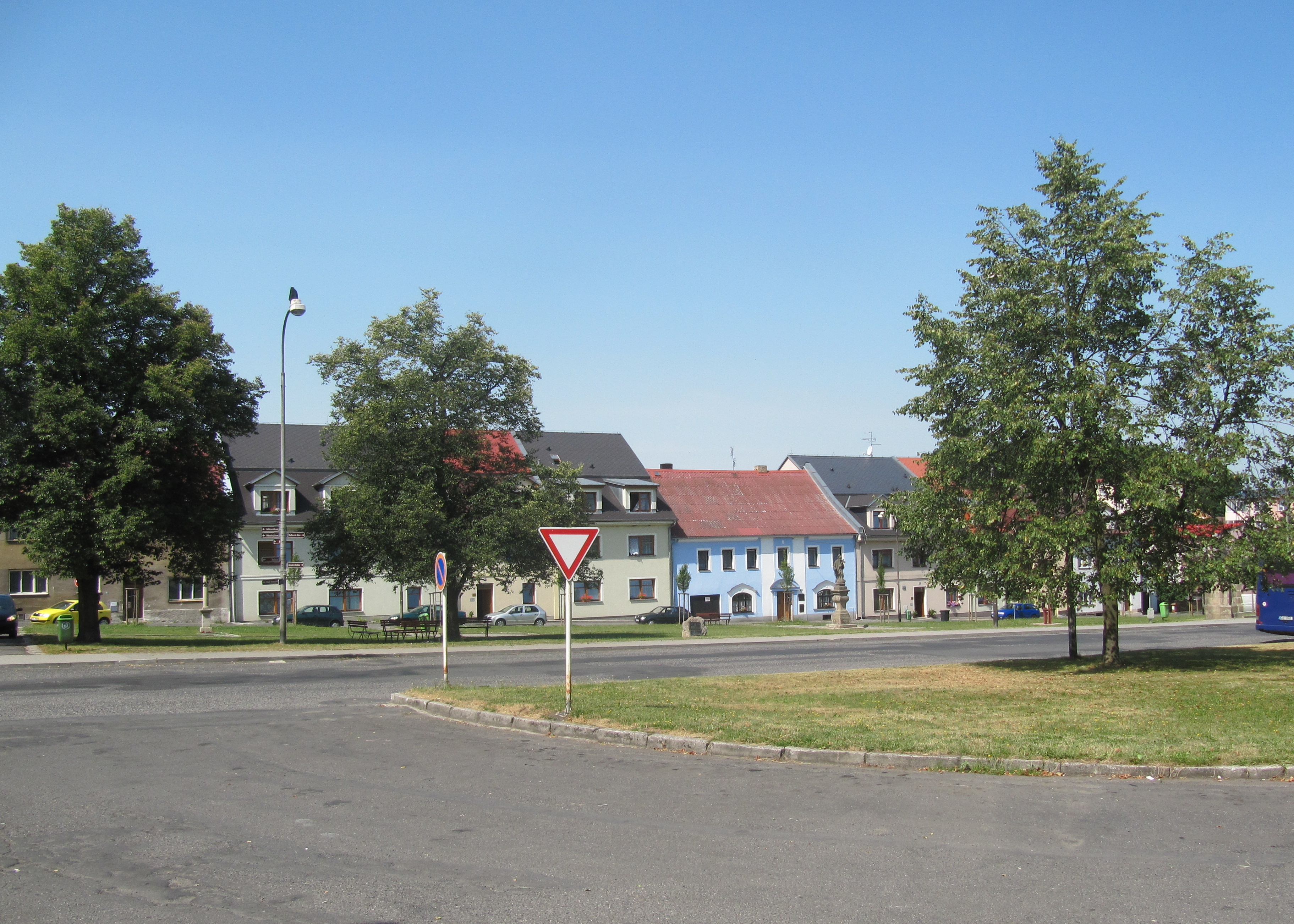
Bochov : place de la Paix.
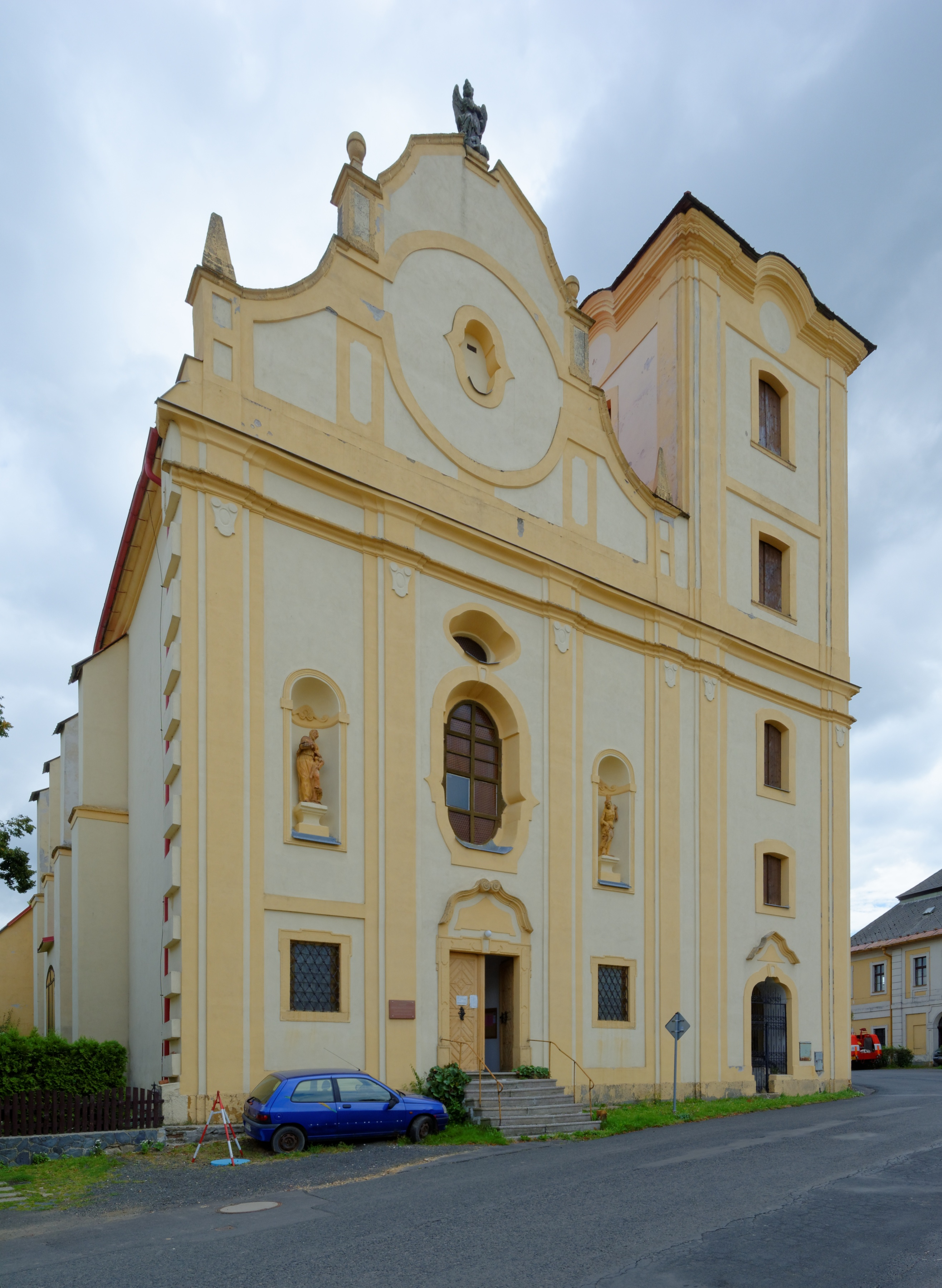
Église de l'archange Michel.

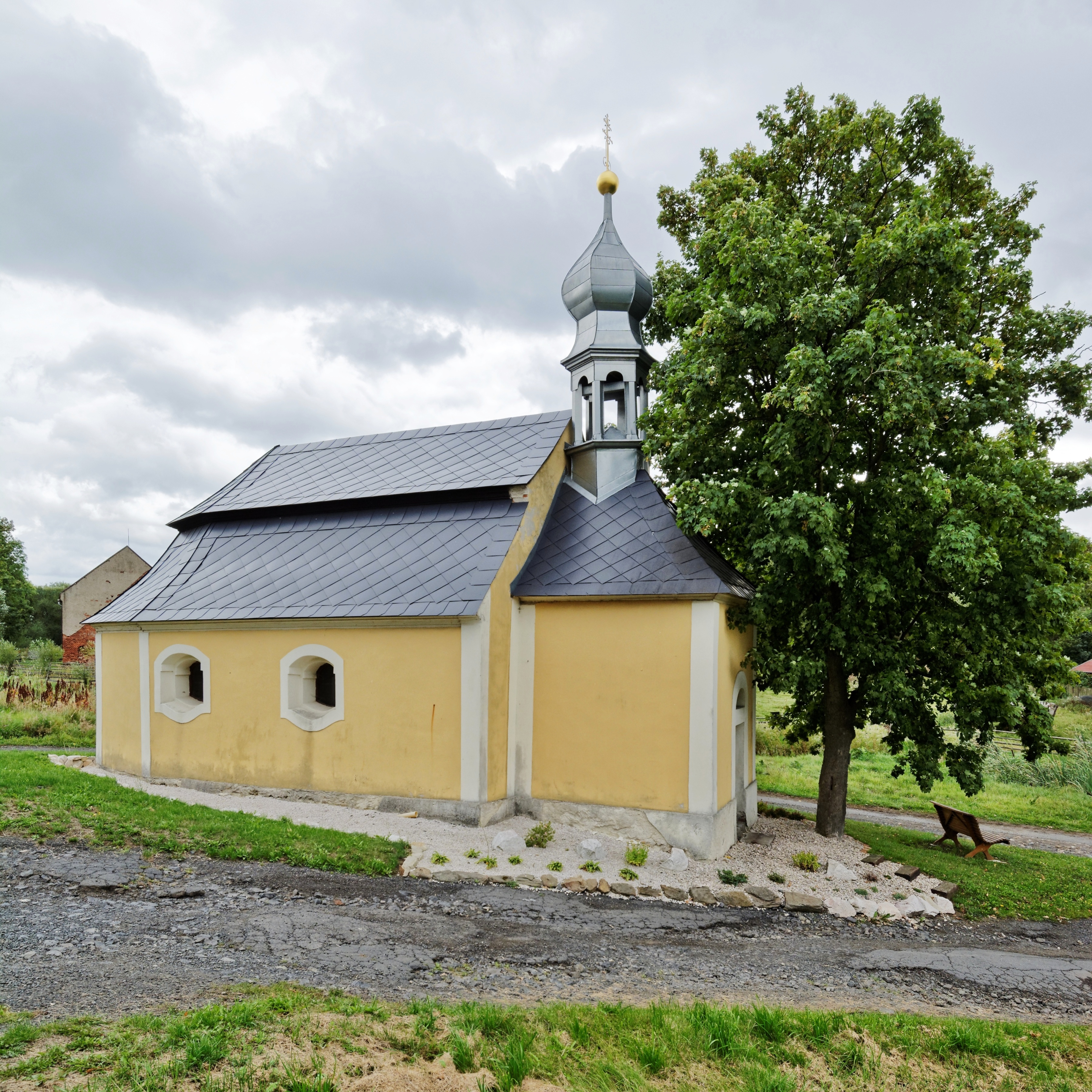
Chapelle Saint-Jacques.
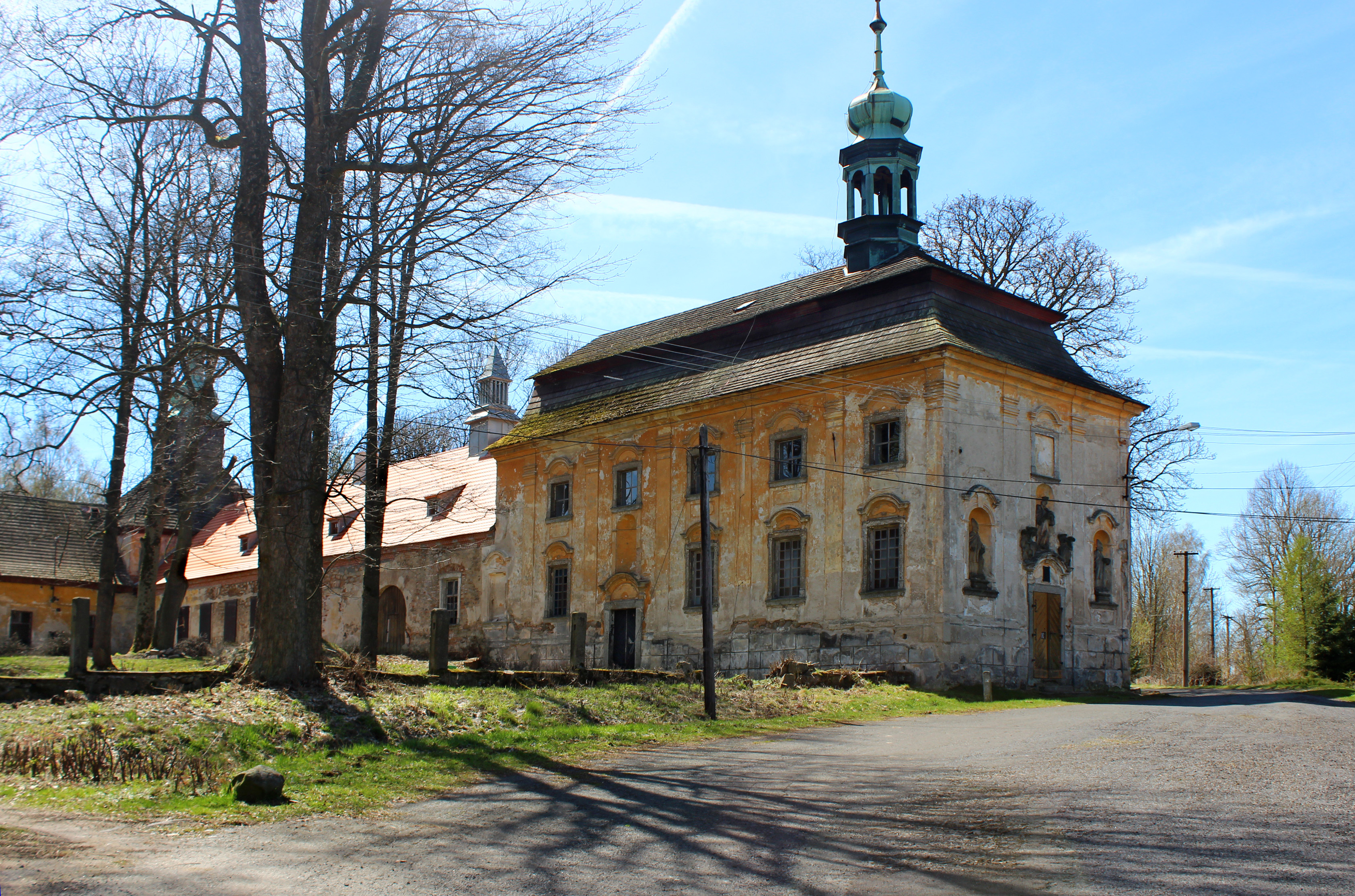
Château de Javorná.

## Transports
Par la route, Bochov se trouve à 13 km de Toužim, à 21 km de Karlovy Vary et à 108 km de Prague.